# Sunfish Lake (Minnesota)
Pour les articles homonymes, voir Sunfish Lake.
Sunfish Lake est une ville américaine située dans le Comté de Dakota, dans le Minnesota. Selon le recensement de 2020, sa population est de 521 habitants.